# Richard Tauber

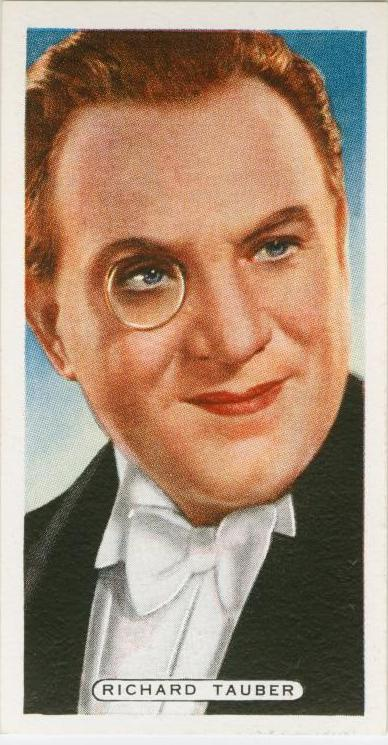

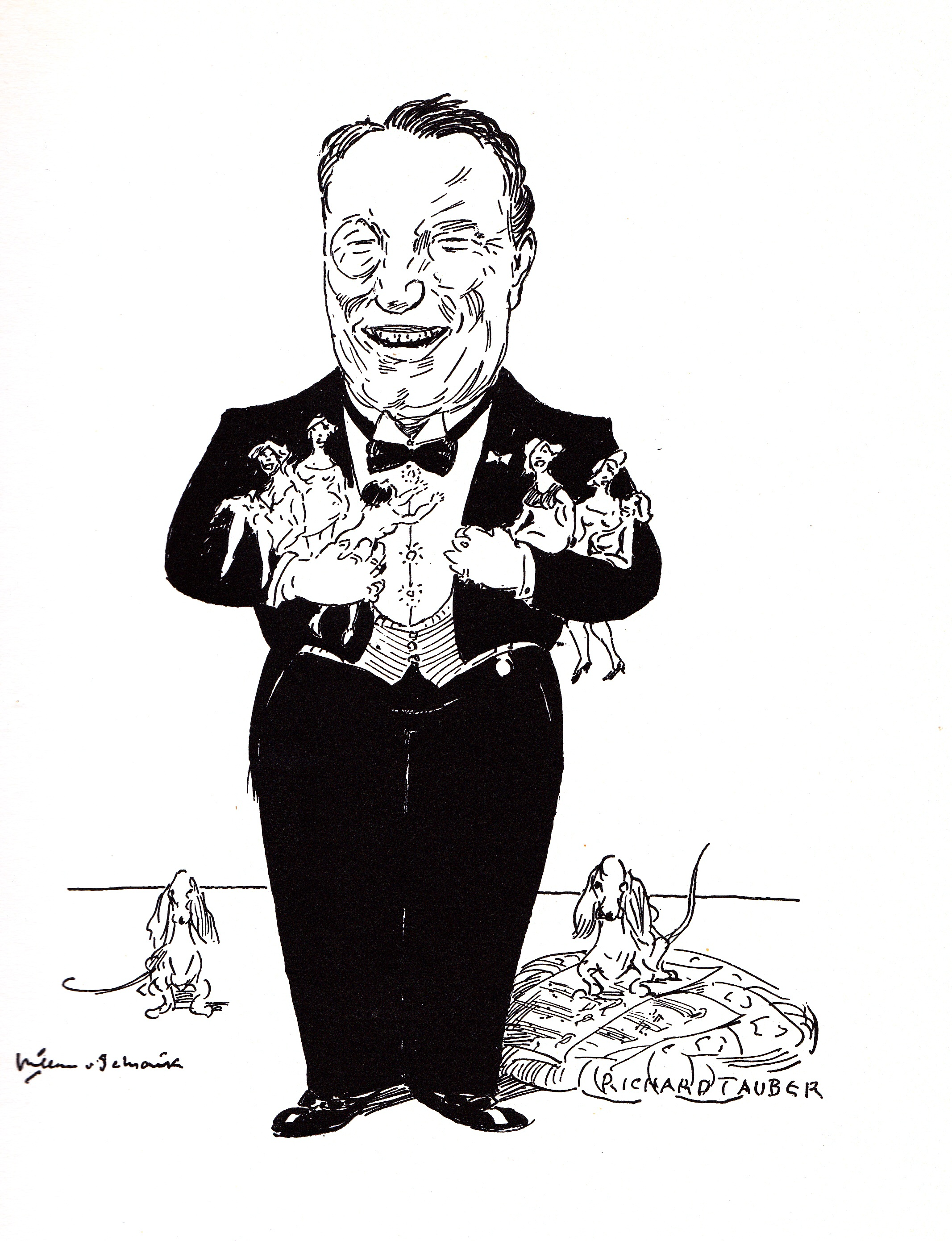
Richard Tauber
(tekening door Willem van Schaik)

Richard Tauber, eigenlijk Richard Denemy (Linz, 16 mei 1891 – Londen, 8 januari 1948) was een Oostenrijks tenor.
In de pers werd hij de "Koning van het Belcanto" genoemd. De componist Franz Lehár schreef verschillende operettes speciaal op de stem en de persoonlijkheid van Richard Tauber.
Richard Tauber was de zoon van de ongehuwde moeder Elisabeth Denemy en de toneelspeler Anton Richard Tauber. Hij kwam op 16 mei in een hotel in Linz ter wereld en kreeg pas in 1913 door adoptie de naam van zijn vader. Vanwege het beroep van zijn moeder, ze was soubrette en stond avond aan avond op het toneel, kon hij niet thuis opgroeien en is daarom in een pleeggezin grootgebracht.
Omdat hij Jood was werd hij in 1933 in Berlijn door een SA-troep in elkaar geslagen. Hij vluchtte toen naar zijn geboorteland en na de Anschluß naar Groot-Brittannië, waar hij genaturaliseerd wed.
Eind 1947 werd hij in Guys Hopital in Londen geopereerd. Op 8 januari 1948 stierf hij, slechts 56 jaar oud, aan longkanker.
Ondanks zijn beroemdheid liet Tauber een belastingschuld na van 750.000 Reichsmark. Tijdens zijn afscheidsconcert in de Londense Royal Albert Hall werd onder de 7000 aanwezigen een inzameling gehouden om de schulden te betalen.
In de muziekfilm Du bist die Welt für mich, was Rudolf Schock te zien en te horen in de rol van Richard Tauber.

## Films
- 1929 Ich küsse Ihre Hand, Madame
- 1930 Ich glaub' nie mehr an eine Frau
- 1930 Die große Attraktion
- 1930 Das lockende Ziel
- 1930 Das Land des Lächelns
- 1932 Melodie der Liebe
- 1934 Blossom Time (April Romance)
- 1935 Heart's Desire
- 1936 A Clown Must Laugh (Pagliacci - Der Bajazzo)
- 1945 Waltz Time
- 1946 Lisbon Story